# Eilema terminalis
Eilema terminalis är en fjärilsart som beskrevs av Moore 1878. Eilema terminalis ingår i släktet Eilema och familjen björnspinnare. Inga underarter finns listade i Catalogue of Life.